# سنكلير ويكس
سنكلير ويكس هو سياسي أمريكي، ولد في 15 يونيو 1893 في نيوتن في الولايات المتحدة، وتوفي في 7 فبراير 1972 في كونكورد في الولايات المتحدة. نشط حزبياً في الحزب الجمهوري. وقد انتخب عضو مجلس الشيوخ الأمريكي ‏ عن دائرة Massachusetts Class 2 senate seat ‏ وقد انضم خلال فترته النيابية ‏ (8 فبراير 1944 – 19 ديسمبر 1944) للكتلة البرلمانية الحزب الجمهوري.

## وصلات خارجية
- سنكلير ويكس على موقع مونزينجر (الألمانية)
- سنكلير ويكس على موقع إن إن دي بي (الإنجليزية)